# Deila
Deila ist ein Ortsteil der sächsischen Gemeinde Käbschütztal im Landkreis Meißen.

## Geographie
Deila liegt westlich der Kreisstadt Meißen an der Straße von Graupzig nach Mohlis. Im Ort zweigt die Kreisstraße 8031 ab, über die Deila an die Bundesstraße 101 angebunden ist. Sie kreuzt an der Anschlussstelle „Nossen-Ost“ die Bundesautobahn 14. Weiterhin zweigt eine Straße Richtung Sornitz und Käbschütz nach Norden ab. Unmittelbar östlich von Deila liegt der Ort Leutewitz. Weitere Nachbarorte Deilas sind Mauna im Südosten, Kleinprausitz im Süden, Niederstößwitz im Südwesten, Planitz im Westen und Sornitz im Norden. Alle umliegenden Orte sind Teile der Gemeinde Käbschütztal.

## Geschichte

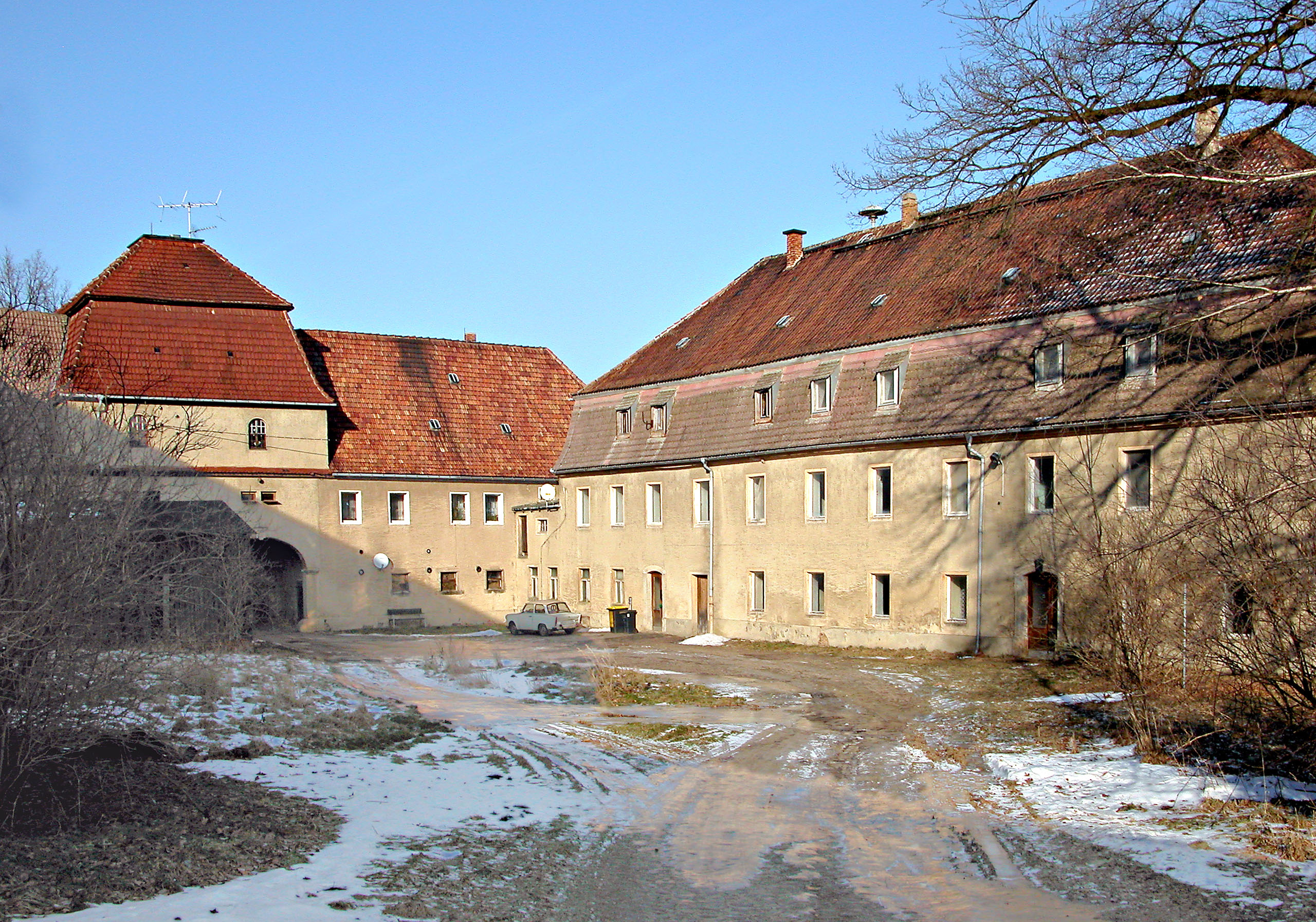
Herrenhaus im Rittergut Deila (2006)

Als Besitzer des Herrensitzes wird im Jahr 1256 ein Guntherus de Dylowe ersterwähnt. Das ortsansässige Rittergut übte die Grundherrschaft aus. Die Verwaltung des Dorfes oblag dem Erbamt Meißen im Kurfürstentum Sachsen. Von 1856 bis 1875 war der Ort zum Gerichtsamt Meißen gehörig, danach zur gleichnamigen Amtshauptmannschaft im Königreich Sachsen.
Die Ortsgemarkung hatte im Jahr 1900 eine Größe von 81 Hektar. Zu dieser Zeit hatte Deila zirka 90 Einwohner. Für die Jahre 1539 und 1930 wird angegeben, dass der Ort ins benachbarte Planitz gepfarrt war. Heute gehört Deila zur Kirchgemeinde Leuben-Ziegenhain-Planitz. Im Jahr 1913 schlossen sich die beiden selbstständigen Gemeinden Planitz und Deila zur Gemeinde Planitz-Deila zusammen. Nach dem Zweiten Weltkrieg wurde diese Teil der sowjetischen Besatzungszone und später der DDR. Nach der Kreisreform 1952 gehörte Deila zum Kreis Meißen im Bezirk Dresden.
Nach Wende und Wiedervereinigung gehörte die Gemeinde weiterhin zum Kreis Meißen im neugegründeten Freistaat Sachsen. In der Kreisreform 1994 legte das sächsische Innenministerium fest, dass aus den Gebieten des alten Kreises Meißen und Teilen des Kreises Dresden-Land der neue Landkreis Meißen-Radebeul (ab 1997 Landkreis Meißen) gebildet wird. Im selben Jahr entstand durch den Zusammenschluss der Gemeinden Planitz-Deila, Krögis und Jahna-Löthain die neue Großgemeinde Käbschütztal mit 37 Ortsteilen. Die Ortsteile von Planitz-Deila wurden wieder voneinander getrennt und Teile der neuen Gemeinde.
Am 1. August 2008 fusionierten die beiden Nachbarkreise Meißen und Riesa-Großenhain im Zuge der zweiten Kreisreform in Sachsen zum dritten Landkreis Meißen. Der 1776 erbaute Gutshof Deila wurde vom sächsischen Innenministerium in die Kulturdenkmalliste für Käbschütztal aufgenommen.

### Entwicklung der Einwohnerzahl
| Jahr | Einwohnerzahl          |
| ---- | ---------------------- |
| 1551 | 3 Gärtner, 10 Inwohner |
| 1764 | 2 Gärtner, 7 Häusler   |
| 1834 | 77                     |
| 1871 | 101                    |
| 1890 | 86                     |
| 1910 | 97                     |